# Tormes
Il Tormes è un fiume della Spagna centrale, affluente di sinistra del Duero. Nasce nel Prado Tormejón, nella Sierra de Gredos, nel territorio di Navarredonda de Gredos in Provincia di Avila. Attraversa le provincie di Avila e Salamanca, sfociando nel Duero, nel comune di Villarino de los Aires (Salamanca), nella zona chiamata Ambasaguas, dopo aver percorso 284 chilometri.
Per le sue caratteristiche, questo fiume non assicura il rifornimento di acqua ai centri abitati nel periodo estivo; per questo, alla fine degli anni 1960, si costruì il bacino di Santa Teresa, con una capacità di 496 milioni di metri cubi per assicurare e regolare il rifornimento d'acqua in estate così come ad evitare l'allagamento dei grandi viali d'inverno. Il fiume è sbarrato anche in corrispondenza del lago di Villagonzalo e, presso la confluenza con il Duero, nel lago di Almendra, dove il fiume si incassa tra pareti rocciose, formando i cosiddetti Arribes del Tormes, che accompagnano il suo corso fino allo sbocco nel Duero.

## Località principali attraversate

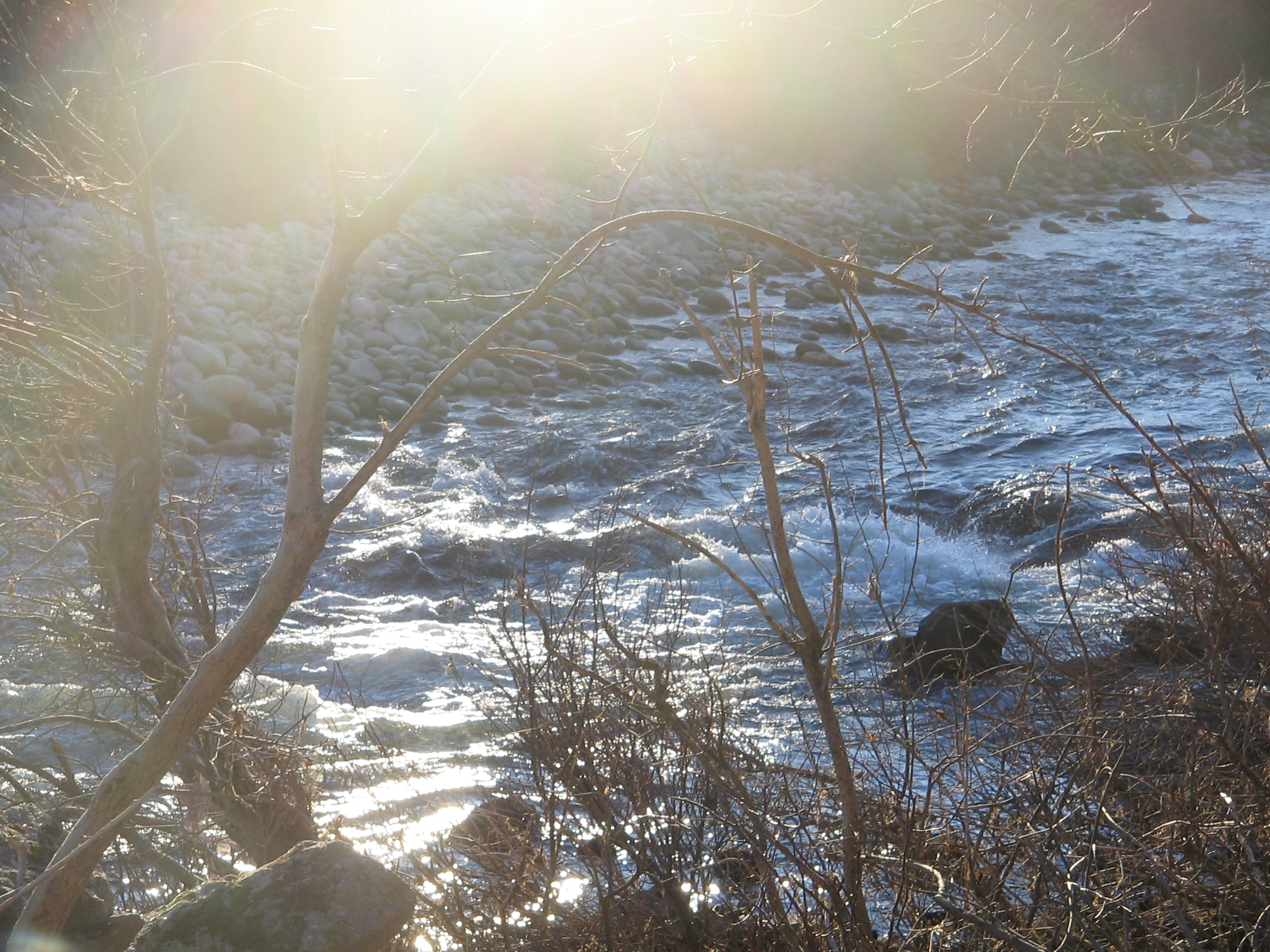
Il Tormes tra Navamorisca (El Losar del Barco) sulla sponda sinistra e Vallehondo (San Lorenzo de Tormes) sulla sponda destra, in provincia di Ávila.

Da nord a sud:
- Ledesma.
- Salamanca.
- Santa Marta de Tormes.
- Alba de Tormes.
- Guijuelo.
- Puente del Congosto.
- Navamorales.
- El Losar.
- El Barco de Ávila.
- La Aliseda de Tormes.
- Angostura de Tormes.
- Hoyos del Espino.
- Navacepeda de Tormes.

## Affluenti

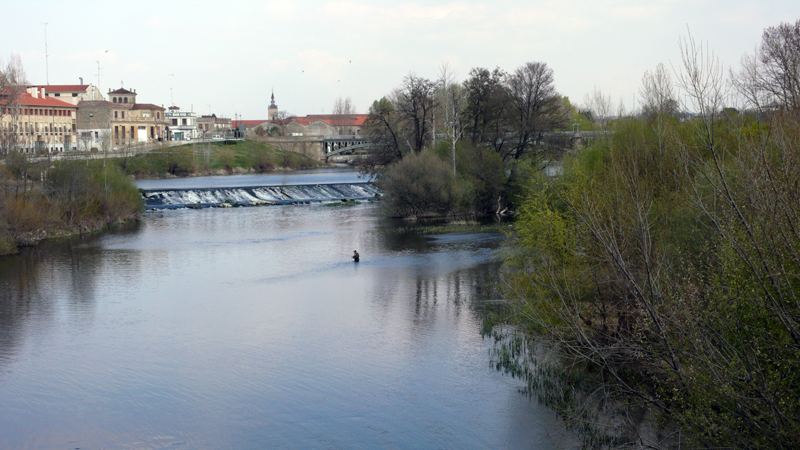
Il Tormes a Salamanca.

- Arroyo Zurguén
- Corneja
- Almar
- Aravalle
- Becedillas
- Caballeruelo
- Alhándiga